# Nikola Mileusnic
Nikola Mileusnic (Adelaide, 17 luglio 1993) è un calciatore australiano, attaccante del Perth Glory.

## Carriera
Ha giocato nella prima divisione australiana. Inoltre, nel 2017, ha giocato sei partite nella fase a gironi dell'AFC Champions League, con l'Adelaide United.

## Palmarès

### Club

#### Competizioni nazionali
- Coppa d'Australia: 2

Adelaide United: 2018, 2019
- Coppa di Danimarca: 1

Randers: 2020-2021